# Tony Alexis
Tony Alexis (* 1962 in Spanien) ist ein spanischer Clown. Er tritt immer als dummer August auf.
Alexis ist in Spanien geboren und wohnt in Stockheim im Kreis Düren, Nordrhein-Westfalen.
Seit der Kindheit tritt Alexis als Clown auf. Er sagt selber, dass er nur noch nicht in Nordkorea und China war. Oft tritt er mit seiner deutschen Ehefrau Jeanette-Babette, die auch als dummer August auftritt, und seinen Söhnen Totti und Tonito als Clown-Quartett auf. Seine Söhne treten als Weißclowns auf. Seinen ersten Auftritt hatte Tony Alexis im Alter von fünf Jahren mit seinem Vater in Barcelona.
Das Credo von Tony Alexis lautet: »Ich bin nicht Clown, um zu leben, sondern ich lebe, um Clown zu sein«.
Vater, Großvater und der Bruder von Tony waren ebenfalls Clowns. 15 Jahre lang war er beim Circus Krone beschäftigt. Auch beim Internationalen Zirkusfestival von Monte-Carlo ist er aufgetreten. Er träumt davon, eine Clownschule zu eröffnen.

## Auszeichnungen
2006 wurde er durch das spanische Kultusministerium mit dem Premio Nacional de Circo  ausgezeichnet. Die Ehrung nahm der spanische König Juan Carlos I. vor. 1992 und 1995 erhielt er die Goldmedaille des Festivals zu Rom. Außerdem bekam er insgesamt drei Preise beim internationalen Circusfestival von Grenoble. 2018 erhielt er in São Paulo die goldene Charlie-Chaplin-Trophäe.